# Charles F. Haas
Pour les articles homonymes, voir Charles Haas.
Charles F. Haas est un réalisateur américain né le 15 novembre 1913 à Chicago et mort le 12 mai 2011 à Los Angeles.
Il a beaucoup tourné pour la télévision pour des séries comme Bonanza, Alfred Hitchcock présente, Au-delà du réel ou Des agents très spéciaux.

## Filmographie partielle

### Comme réalisateur

#### Cinéma
- 1956 : Screaming Eagles
- 1956 : Les Dernières heures d'un bandit (Showdown at Abilene))
- 1956 : La corde est prête (Star in the Dust)
- 1958 : Summer Love
- 1958 : Sur la piste de la mort (Wild Heritage)
- 1959 : The Beat Generation
- 1959 : Le témoin doit être assassiné (The Big Operator)
- 1959 : Girls Town
- 1960 : Les Jeunes Terreurs (Platinum High School)

#### Télévision
- 1965 : Rawhide (série TV)

### Comme producteur
- 1946 : Her Adventurous Night de John Rawlins
- 1948 : Le Fils du pendu (Moonrise) de Frank Borzage

### Comme scénariste
- 1948 : Le Fils du pendu (Moonrise) de Frank Borzage

### Comme acteur
- 1937 : À Paris tous les trois (I Met Him in Paris) de Wesley Ruggles